# 南圣堂
南圣堂位于中国浙江省湖州市德清县新市镇南栅驾仙桥南、南昌街西侧，坐西向东，面向市河，为当地运河渔民祭祀鱼神、蚕神、农神的场所，为京杭大运河浙江段仅存的渔民祭祀建筑。该建筑始建于清咸丰元年（1851），民国十三年（1924）重修，现面阔一间，硬山顶，南北均与民居相邻。